# Aniol Gelabert i Roura
Aniol Gelabert i Roura   (Terrassa, 28 d'agost de 2000) és un pilot de trial català que competeix al Campionat del Món des del 2019. El seu germà gran, Miquel Gelabert, és també un pilot de trial de renom. El 2024, Aniol va fitxar per TRRS com a pilot oficial.

## Palmarès internacional
A 1 de maig de 2025
| Any  | Motocicleta    | C. del Món Outdoor | C. del Món Indoor | C. d'Espanya |
| ---- | -------------- | ------------------ | ----------------- | ------------ |
| 2017 | Scorpa         | -                  | -                 | 2n TR2       |
| 2018 | Scorpa         | -                  | -                 | 10è          |
| 2019 | Scorpa/Vertigo | -                  | 13è               | 7è           |
| 2020 | Vertigo/TRRS   | -                  | -                 | 11è          |
| 2021 | Beta           | -                  | -                 | 5è           |
| 2022 | Beta           | 9è                 | -                 | 6è           |
| 2023 | Beta           | 6è                 | 6è                | 4t           |
| 2024 | TRRS           | 8è                 | 12è               | 4t           |
| 2025 | TRRS           |                    | 11è               |              |